# Nicolas Abraham (acteur)
Pour les articles homonymes, voir Nicolas Abraham (homonymie).
Nicolas Abraham est un acteur français, né en 1967. Présent dans de nombreuses séries télévisées françaises, il est un des acteurs récurrents du réalisateur et scénariste français Frédéric Pelle.

## Biographie
Nicolas Abraham est né en 1967 à Salies-de-Béarn.

### Formation
Il est formé au théâtre par Blanche Salant et Paul Weaver à l'atelier International de Théâtre.

## Carrière cinématographique
Il a joué des rôles secondaires dans de nombreux films policiers (Mea Culpa, Les Lyonnais, L'Ennemi public no 1 (film, 2008)) ou des séries policières (Julie Lescaut, Les Petits Meurtres d'Agatha Christie, Meurtres à... Glacé).
Il interprète de nombreux rôles dans des films de Frédéric Pelle (courts et longs métrage), réalisateur et scénariste dont il est proche. Dans le film La Tête ailleurs, il tient le rôle principal, celui d'un croupier dénommé Patrick Perrin. Selon Frédéric de Vençay, critique sur le site avoir-alire.com, Nicolas Abraham est présente comme interprétant un « burlesque impassible à la Tati ». Il considère, en outre, qu'il offre dans ce film « une composition attachante, à la fois lunaire, pathétique et séduisante. ». Cette comparaison du jeu de l'acteur avec celui de Jacques Tati est également évoqué sur le site de L'Officiel des spectacles.
Dans le film Le Chant du merle, réalisé par ce même réalisateur et sorti en 2016 qui a pour thème l'amour déçu, Nicolas Abraham interprète un des rôles principaux, celui de François, un vendeur itinérant qui va séduire Aurélie (interprété par Adélaïde Leroux), une jeune serveuse dans un petit hôtel restaurant réputé, cette rencontre se révélant toxique pour la jeune femme,.

## Filmographie

### Cinéma

#### Courts métrages
- 2011 : Eva de Frédéric Duvin : father
- 2006 : Chambre 616 de Frédéric Pelle
- 2005 : Le Caissier de Frédéric Pelle
- 2003 : Une séparation de Frédéric Pelle :  Gomez
- 2002 : Le Vigile de Frédéric Pelle
- 2001 : Le Corbeau de Frédéric Pelle : le facteur
- 2000 : Le Trèfle à quatre feuilles de Tiéri Barié
- 2000 : Des morceaux de ma femme de Frédéric Pelle : le vigile
- 1995 : Le Poids du ciel de Laurent Herbiet : Joseph

#### Longs métrages
- 2021 : Jours sauvages de David Lanzmann : Darius
- 2016 : Le Chant du merle de Frédéric Pelle : François, le représentant de commerce
- 2015 : Noir enigma de Manuel Boursinhac : Zegrani
- 2014 : Mea Culpa de Fred Cavayé : le policier de l'hôpital
- 2011 : Les Lyonnais d'Olivier Marchal : Cheveux
- 2011 : Une vie meilleure de Cédric Kahn : l'entrepreneur
- 2010 : Vénus noire d'Abdellatif Kechiche : l'avant-dernier client de Saartjie
- 2010 : La Tête ailleurs de Frédéric Pelle : Patrick Perrin
- 2008 : L'Ennemi public nº 1 de Jean-François Richet : Grangier
- 2008 : La Crème de Reynald Bertrand
- 2006 : Mon colonel de Laurent Herbiet : le capitaine de gendarmerie
- 2005 : Edy de Stéphan Guérin-Tillié : l'avocat
- 2005 : Cavalcade de Steve Suissa : gang des ciseaux
- 2002 : L'Adversaire de Nicole Garcia : Xavier
- 2001 : Lokarri de Jean-Pierre Grasset : Pascal
- 2001 : Mon père, il m'a sauvé la vie de José Giovanni : Maître Hecquet
- 1999 : Un pur moment de rock'n roll de Manuel Boursinhac : Jeannot
- 1999 : Mille bornes d'Alain Beigel : Pascal
- 1998 : Barrio de Fernando León de Aranoa : el hermano de Rai
- 1995 : Adultère, mode d'emploi de Christine Pascal : le flic 1
- 1994 : La Cité de la peur de Alain Berbérian : le serveur "Bicouli dressé"

### Télévision
- 2021 : J'ai menti de Frédéric Berthe : Victor Inuretta
- 2018 : Alex Hugo, Saison 4 épisode 1 : Marche ou crève de Olivier Langlois : Boris Landolier
- 2017 : Glacé de Laurent Herbiet : Raynal
- 2016 : Accusé de Laurent Vivier :
  - L'histoire de Jean : Cédric
- 2015 : Templeton de Stephen Cafiero
  - Oh putain : Malone
  - Mes p'tits chats, on a une diligence à attaquer : Malone
  - Je cherche mon frère : Malone
  - Quelle journée de merde : Malone
  - Non, mais il sait que Miss Daisy sait : Malone
  - Vous faites une belle brochette de cons, tous les trois : Malone
  - 'Fait t'as r'en dans l'pantalon : Malone
  - Qui contrôle le saloon contrôle l'information : Malone
  - Il m'a manqué de respect ! : Malone
  - Non, j'le sens pas ce plan... : Malone
- 2011 : Les Petits Meurtres d'Agatha Christie d'Anne Giafferi et Murielle Magellan :
  - Un cadavre sur l'oreiller : Raymond
- 2011 : Victor Sauvage de Patrick Grandperret
  - Poudre aux yeux
- 2011 : Julie Lescaut de Alexis Lecaye :
  - Faux coupable : Bonnel
- 2010 : Profilage de 
Fanny Robert et Sophie Lebarbier :
  - Renaissance (épisode 7) : Gilles Royer
- 2010 : Les Bleus, premiers pas dans la police de Alain Robillard, Alain Tasma et Stéphane Giusti :
  - Chambre avec vue : Éric
- 2010 : R.I.S. Police scientifique de Stéphane Kaminka :
  - Dans la ligne de mire : Katchenko
- 2008 : Rien dans les poches de Marion Vernoux : Richard
- 2008 : Scalp de Xavier Durringer : 
  - Manipulations : Gemayel
  - Addictions : Gemayel
  - Golden Girl : Gemayel
  - Argent sale : Gemayel
  - Mr Smith : Gemayel
  - Peracor : Gemayel
  - St Martin : Gemayel
  - Chute libre : Gemayel
- 2007 : Femmes de loi de Benoît Valère :
  - Fragile liberté (saison 7) : Jeff Gona
- 2006 : L'Affaire Villemin de Raoul Peck : adjoint 2 Colonna
- 2006 : La Crim' de Jeffrey Frohner et Martin Brossollet :
  -  Noces rouges (saison 8) : Jacques Portal
- 2005 : Quai n° 1 de Pierre Grimblat et Didier Cohen :
  - Frères d'armes (saison 8) : Madec
- 2003 : Alex Santana, négociateur d'Éric Woreth : 
  - Le Prix d'une vie : Stéphane Karan
- 2002 : Avocats & associés de Valérie Guignabodet et Alain Krief
  - Petit coup de blues (saison 5) : Lionel Lejeune
- 1995 : Lulu roi de France de Bernard Uzan
- 1993 : C'était la guerre de Maurice Failevic et Ahmed Rachedi : Tyhh